# Янушевич, Бронислав Мечиславович
Бронислав Мечиславович Янушевич (1861—1917) — ставропольский губернатор в 1906—1915 годах, действительный статский советник.

## Биография
Родился 6 июля 1861 года в семье польских дворян в Бессарабской губернии. Отец — майор.
Высшее образование получил на юридическом факультете в Киевском университете, который окончил в 1885 году. Последовательно исполнял разные судебные должности. До 1892 года состоял председателем съезда мировых судей в Оргеевском уезде Бессарабской губернии, затем — уездным предводителем дворянства. С 1 января 1905 года — действительный статский советник. Был одним из крупнейших землевладельцев в Бессарабии, имел домовладение в городе Кишинёве.
В январе 1906 года по представлению князя С. Д. Урусова был назначен тамбовским губернатором, но уже 2 сентября того же года переведён губернатором в Ставропольскую губернию. В то время Ставрополье было охвачено революционным движением и объявлено на положении чрезвычайной и усиленной охраны. Новому губернатору удалось за короткий срок погасить крестьянские волнения, «тем самым обратив на себя внимание Министерства внутренних дел и самого императора».
Возглавив губернию, занимался реализацией Столыпинской аграрной реформы, в результате чего выросло производство сельскохозяйственной продукции. Также во время губернаторства Яншушевича в регионе велось строительство Армавир-Туапсинской железной дороги. С участием губернатора земство на Ставрополье определило приоритеты в области здравоохранения, народного образования, были открыты около ста начальных школ, увеличилось число коек в больницах, возросло количество врачей, устраивались новые шоссейные дороги, строились мосты. В Ставрополе построили летний и зимний театры, первые кинематографы, новые школы. По инициативе Б. М. Янушевича был открыт учительский институт (1912), готовивший педагогические кадры для всего Северного Кавказа.
29 сентября 1915 года Николай II подписал Указ об отставке Янушевича «согласно прошения по болезни». В октябре того же года покинул Ставропольскую губернию. Скончался 5 февраля 1917 года в Одессе.
По некоторым данным, Б. М. Янушевич был похоронен на несуществующем ныне католическом (польском) кладбище в Ставрополе.

## Семья
Был женат, имел троих детей. Супруга Мария Ильинична Янушевич являлась членом многих благотворительных организаций, возглавляла попечительский совет Ставропольской женской гимназии Св. Александры, дамский комитет при Красном Кресте в городе Ставрополе. Дочь Елена Мовилло во время Гражданской войны отправилась на фронт сестрой милосердия, оказывала помощь раненым на поле боя и за свои заслуги была награждена Георгиевской медалью 4-й степени.

## Награды
- орден Святого Станислава 2-й степени (1897)[5];
- орден Святой Анны 2-й степени (1901)[5];
- орден Святого Владимира 4-й степени (1902)[5];
- орден Святого Владимира 3-й степени (1908)[25];
- орден Святого Станислава 1-й степени (1911)[25];
- орден Святой Анны 1-й степени (1914)[26];
- Высочайшая благодарность (1914)[26].
- греческий Орден Спасителя 4-й степени (1906)[5].